# Хешен, Джим
Джим Хешен, англ. Jim Hession — американский джазовый пианист-виртуоз. Играет в жанре страйд.
Вырос в г. Пасадена (Калифорния), где учился игре на фортепиано у композитора Оскара Расбаха (Oscar Rasbach). В возрасте 20 лет уже был признанным исполнителем джаза. Один из основателей и членов клуба «Кленовый лист» (Maple Leaf Club), названного в честь известного произведения С. Джоплина, Хешен получил степень по композиции в U.C.L.A., где он учился у Пола Киары (Paul Chihara) и Лало Шифрина (Lalo Schifrin). Затем он встретился с легендарным джазовым продюсером Юби Блейком (Eubie Blake) и начал записываться у него.